# Jardim da Luz (Lisboa)
O Jardim da Luz (ou Jardim do Largo da Luz ou Jardim Teixeira Rebelo) é um jardim localizado no Largo da Luz, freguesia de Carnide em Lisboa. Possui 0,8 ha e nele é realizado todos os anos no mês de setembro a Feira da Luz. A feira, realizada desde o século XVI, e o coreto, construído em 1929, são símbolos da Carnide de outros tempos. Seu nome foi dado em homenagem ao Marechal António Teixeira de Rebelo, fundador e primeiro diretor do Colégio Militar.
Possui duas árvores classificadas como Interesse Público da espécie Erythrina crista-galli L. desde 1996.